# سونيتة
السونيتة (بالفرنسية: sonnet، مشتقة من الكلمة الإيطالية sonetto) أو الأغنية القصيرة هي أحد أهم أشكال الشعر الغنائي الذي انتشر في أوروبا في العصور الوسطى وكتب فيها كبار الشعراء. وتتألف من أربعة عشر بيتًا بأوزان وقواف معروفة وتركيب منطقي. اهتمت السونيتة بمعالجة بعض الموضوعات مثل الحب العفيف. تتميز السونيتة بلغتها المكثفة وصورها البلاغية المؤثرة والتطلع إلى الكمال في صنعتها الشعرية، إضافة إلى إظهارها قدرة الشعر على التعبير عن دخائل النفس البشرية. تعود بدايات هذا اللون الفني إلى القرن الثالث عشر، مع شعر الغزل والحب العذري الذي كان سائدًا لدى شعراء ملوك صقلية، وكان هؤلاء لا يزالون يحتفظون بطابع الثقافة العربية، على الرغم من انتهاء الحكم العربي في الجزيرة لصالح النورمنديين. ولعل هؤلاء الشعراء تأثروا بشعراء التروبادور في جنوب فرنسا، الذين تأثروا كثيرًا بشعراء الأندلس فيما يخص الشعر العمودي والموشحات والقافية الثلاثية. وبعد ذلك، انتشر السونيتة في باقي أوروبا واصتبغ بصبغة ملحية، حيث ظهر السونيتة الإيطالية أو البتراركية نسبة إلى الشاعر الإيطالي فرانشيسكو بترارك والسونيتة الإنجليزية أو الشكسبيرية، نسبة إلى شكسبير. قام فرانشيسكو بتراركا بتطوير هذا الجنس الأدبي في عمله ديوان الشعر الغنائي، الذي بدأه عام 1336. وتنقسم السونيتة البتراركية إلى قسمين: الأول من ثمانية أبيات، حيث تطرح المشكلة والسؤال؛ والثاني من ستة أبيات، حيث يتضمن حلول المشكلة أو الأجوبة على السؤال المطروح من خلال ما يسمى بالدور بالوزن الأحد عشري وضمن نظام محدد من القوافي.
دخلت السونيتة الشعر الإنجليزي في عصر النهضة على يد توماس ويات وهنري هوارد اللذين اعتمدا أسلوب بترارك وعالجا الموضوعات باستخدام التقنية ذاتها. قام هوارد بتقسيم السونيتة الإنجليزية إلى ثلاث رباعيات ذات قافية مستقلة لكل منها، وبيتين أخيرين قدمان خلاصة ما سبق، بقافية واحدة مستقلة وبالوزن الخماسي اليامبي. انتشر السونيتة في إسبانيا والبرتغال، ثم إلى فرنسا في القرن السادس عشر بفضل ميلن دي سان جليه وكليمان مارو الذي أدخل عليها بعض التعديلات فحملت اسمه. وتتألف السونيتة من مقطعين من أربعة أبيات لكل منهما، ومقطعين آخرين من ثلاثة لكل منهما. وقد استخدمها شعراء جماعة البلياد فكان جواشان دو بيليه أول من كتب سلسلة من السونيتات بلغة غير الإيطالية، وأدخل بيير دي رونسار بعض التعديلات على نظام القوافي واعتمد الوزن الإثني عشري، ليصبح السائد في السونيتة الفرنسية التي لاقت الإهمال لفترة طويلة، إلا أنها عادت إلى الحياة في شعر شارل أوجستان سانت بوف وفكتور هوغو وشارل بودلير وستيفان مالارميه.